# Kuusmäki-Tikkamäki-Kirkkokangas-Valkeavuori
Kuusmäki-Tikkamäki-Kirkkokangas-Valkeavuori este o arie protejată (arie specială de conservare — SAC, sit de importanță comunitară — SCI, arie de protecție specială avifaunistică — SPA) din Finlanda întinsă pe o suprafață de 223 ha, integral pe uscat.

## Localizare
Centrul sitului Kuusmäki-Tikkamäki-Kirkkokangas-Valkeavuori este situat la coordonatele 62°13′02″N 25°30′17″E / 62.2172°N 25.5047°E.

## Înființare
Situl Kuusmäki-Tikkamäki-Kirkkokangas-Valkeavuori a fost declarat sit de importanță comunitară în august 1998 pentru a proteja 13 specii de animale. Alte tipuri de protecție:
- arie de protecție specială avifaunistică (în august 1998)[2]
- arie specială de conservare (în aprilie 2015)[1][3][4]

## Biodiversitate
Situată în ecoregiunea boreală, aria protejată conține 6 habitate naturale: Lacuri și iazuri distrofice naturale, Cursuri de apă de la nivel de câmpie la nivel montan, cu vegetație Ranunculion fluitantis și Callitricho-Batrachion, Mlaștini turboase de tranziție și turbării mișcătoare, Taiga vestică, Păduri fino-scandinave bogate în ierburi cu Picea abies, Mlaștini împădurite.
La baza desemnării sitului se află mai multe specii protejate:
- păsări (12): minunița (Aegolius funereus), cocoșul de mesteacăn (Bonasa bonasia), șorecarul comun (Buteo buteo), ciocănitoare neagră (Dryocopus martius), muscar (Ficedula parva), cufundar polar (Gavia arctica), ciuvică (Glaucidium passerinum), pitulice verzuie (Phylloscopus trochiloides), ciocănitoare de munte (Picoides tridactylus), ciocănitoare verzuie (Picus canus), huhurezul mic (Strix uralensis),  cocoș de munte (Tetrao urogallus)
- mamifere (1): veveriță zburătoare siberiană (Pteromys volans)

Pe lângă speciile protejate, pe teritoriul sitului au mai fost identificate 3 specii de plante, 8 specii de nevertebrate, 14 specii de pești.